# 卡氏大眼脂鲤
卡氏大眼脂鯉，為輻鰭魚綱脂鯉目脂鯉亞目脂鯉科大眼脂鯉屬的其中一個種，該物種分佈於南美洲巴西，體長可達6.4公分。